# 亞斯內 (特諾皮爾州)
49°28′40″N 25°4′28″E / 49.47778°N 25.07444°E
亞斯內（羅馬化：Yasne）是位於烏克蘭西部特諾皮爾州特諾皮爾區貝雷扎尼市鎮的村莊。該村始建於1954年，面積0.28平方公里，海拔高度379米，2014年人口13，人口密度每平方公里107.1人。